# Esztergályhorváti
Esztergályhorváti es un pueblo ubicado en el condado de Zala, Hungría.

## Superficie
Posee una superficie de 16,68 kilómetros cuadrados.

## Demografía
Hasta 2023 la población era de 414 habitantes, con una densidad de población de 24,81 habitantes por kilómetro cuadrado. En 2011 la mayor parte de la población estaba conformada por húngaros y la religión predominante era el catolicismo.